# أرلاند ويليامز
أرلاند ويليامز (بالإنجليزية: Arland D. Williams, Jr.)‏ (23 سبتمبر 1935 - 13 يناير 1982) موظف بنك ولد في ماتون وفي 13 يناير 1982 كان واحدة من أصل 78 راكبا علي متن طيران فلوريدا الرحلة 90 عندما اقلعت الطائرة شعر الجالس أمامه جو ستايلي بأن الطائرة سوف تتحطم وأصطدمت ذيل الطائرة بجسر طريق واشنطن العاصمة الرقم 14 وتحطمت طائرة بوينغ 737 في نهر بوتوماك وكان الناجي السادس لأن خمسة أشخاص نجاوا من الطائرة ومن بينهم جو ستايلي وبالنسبة ارلاند ويليامز كان عالقا في ذيل الطائرة لأن كابلات مقعده ثبته في مكانه مما جعل نجاته من الطائرة أمرا مستحيلا وفي الساعة 12:45 بحسب توقيت واشنطن العاصمة أختفي يد ارلاند ويليامز ومات في ذيل طائرة بوينغ 737 التابعة لطيران فلوريدا الرحلة 90 وبعد الحادثة تمت تسمية جسر طريق واشنطن العاصمة الرقم 14 بجسر أرلاند دي ويليامز جونيور التذكاري ومدرسة ماتون الثانوي سمي باسم مدرسة أرلاند دي ويليامز جونيور الثانوي.